# Ulica Mariacka w Gdańsku
Ulica Mariacka (niem. Frauengasse) – ulica w Gdańsku na Głównym Mieście, biegnąca przez historyczną Dzielnicę Mariacką. Pod względem podziału Głównego Miasta na kwartały, ulica Mariacka zaliczana była do Kwartału Kogi.
Ulica rozpoczyna się przy bazylice Mariackiej i biegnie równoleżnikowo ku Motławie i zamykającej ją Bramie Mariackiej. Ulica jest zamknięta dla ruchu kołowego. W poprzek ulicy przejeżdżają midibusy linii autobusowej nr 100.

## Charakterystyka
Ulica Mariacka była w dawnych źródłach nosiła nazwę ulicy Panieńskiej, w źródłach łacińskich platea dominae Mariae lub platea dominae nostrae. Ulica w XVI wieku była krótsza z powodu podmokłości terenu. Zmieniło się to po wybudowaniu Bramy Mariackiej, wzmiankowanej już w 1484. Wykopaliska potwierdziły istnienie przy niej w średniowieczu licznych warsztatów szewskich.
Budynki przy ulicy Mariackiej mają charakterystyczne dla architektury Gdańska przedproża.

## Galeria

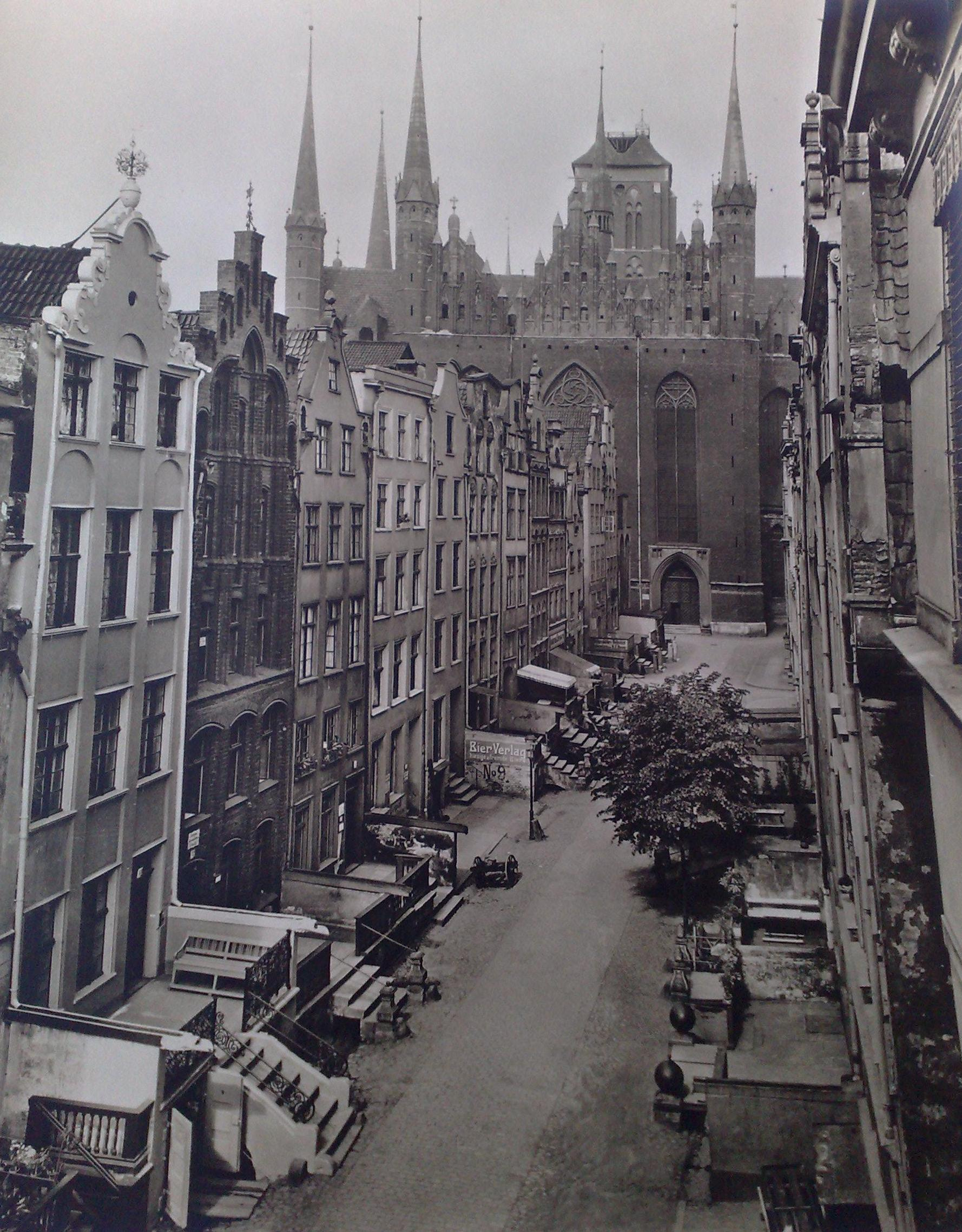
Ulica Mariacka w 1906
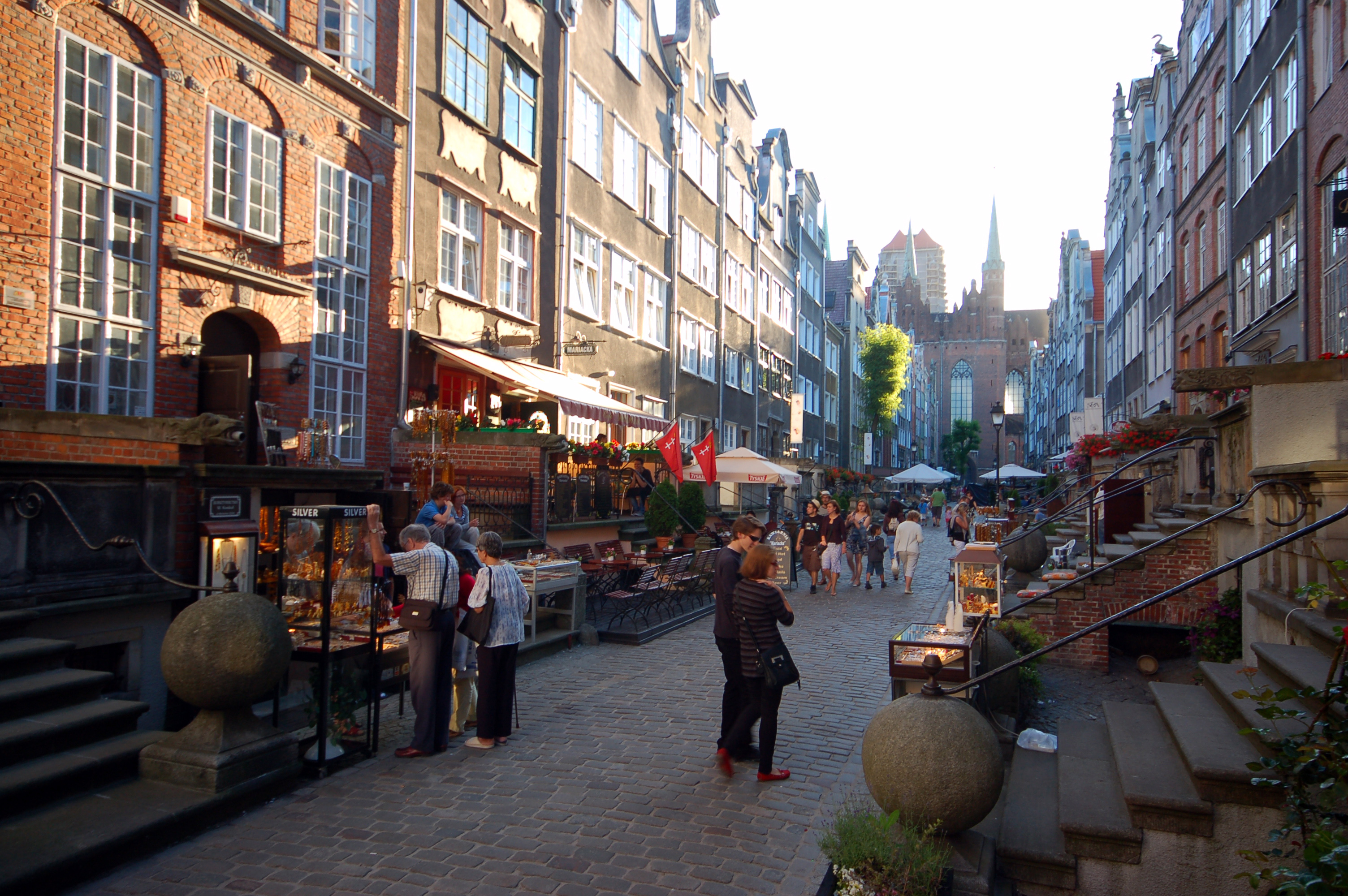
ulica Mariacka, widok na bramę Mariacką
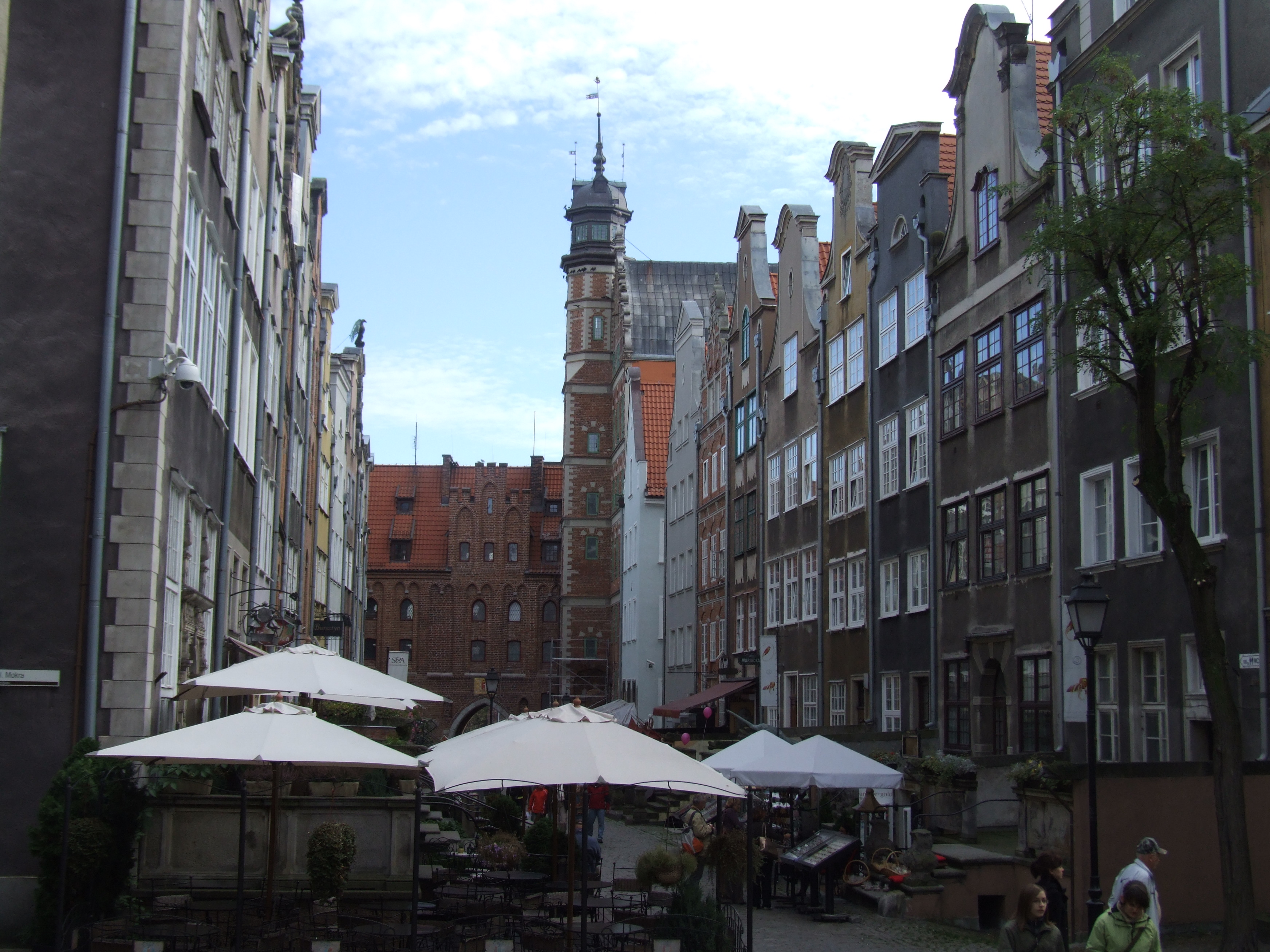
Widok na Bramę Mariacką
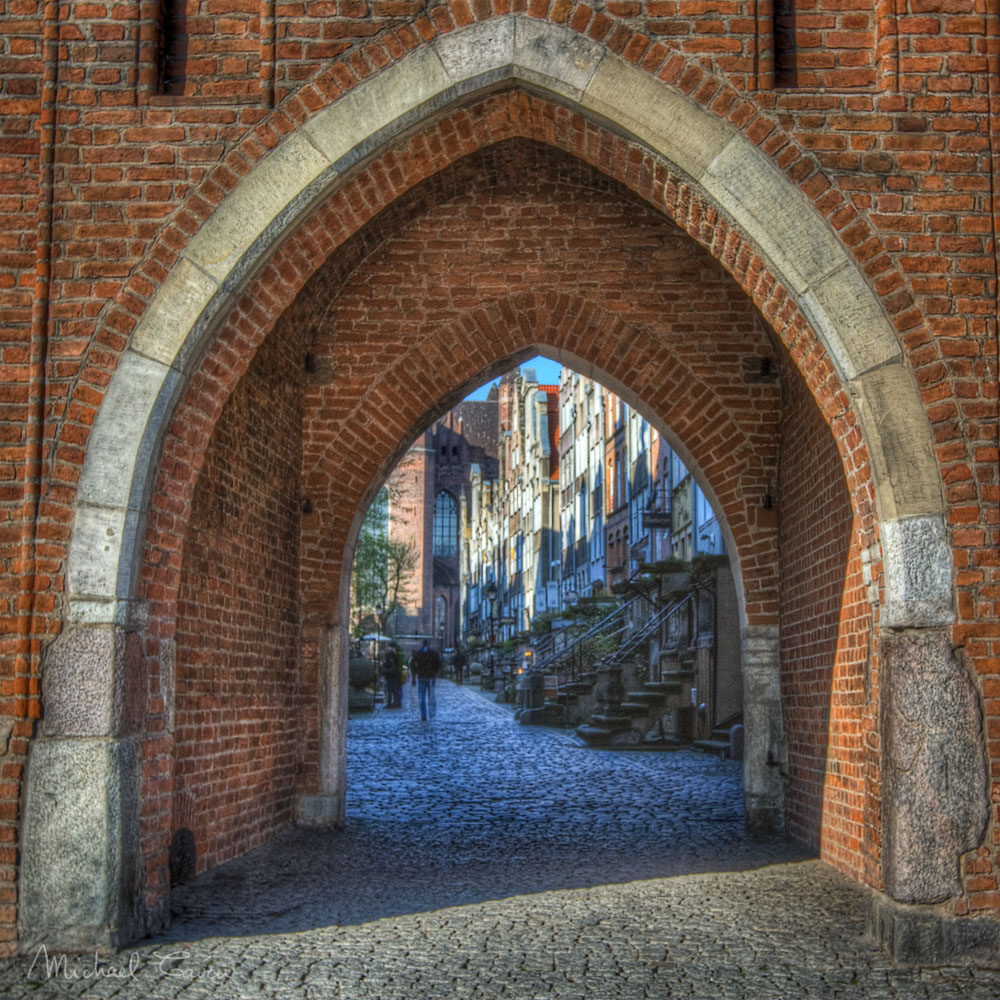
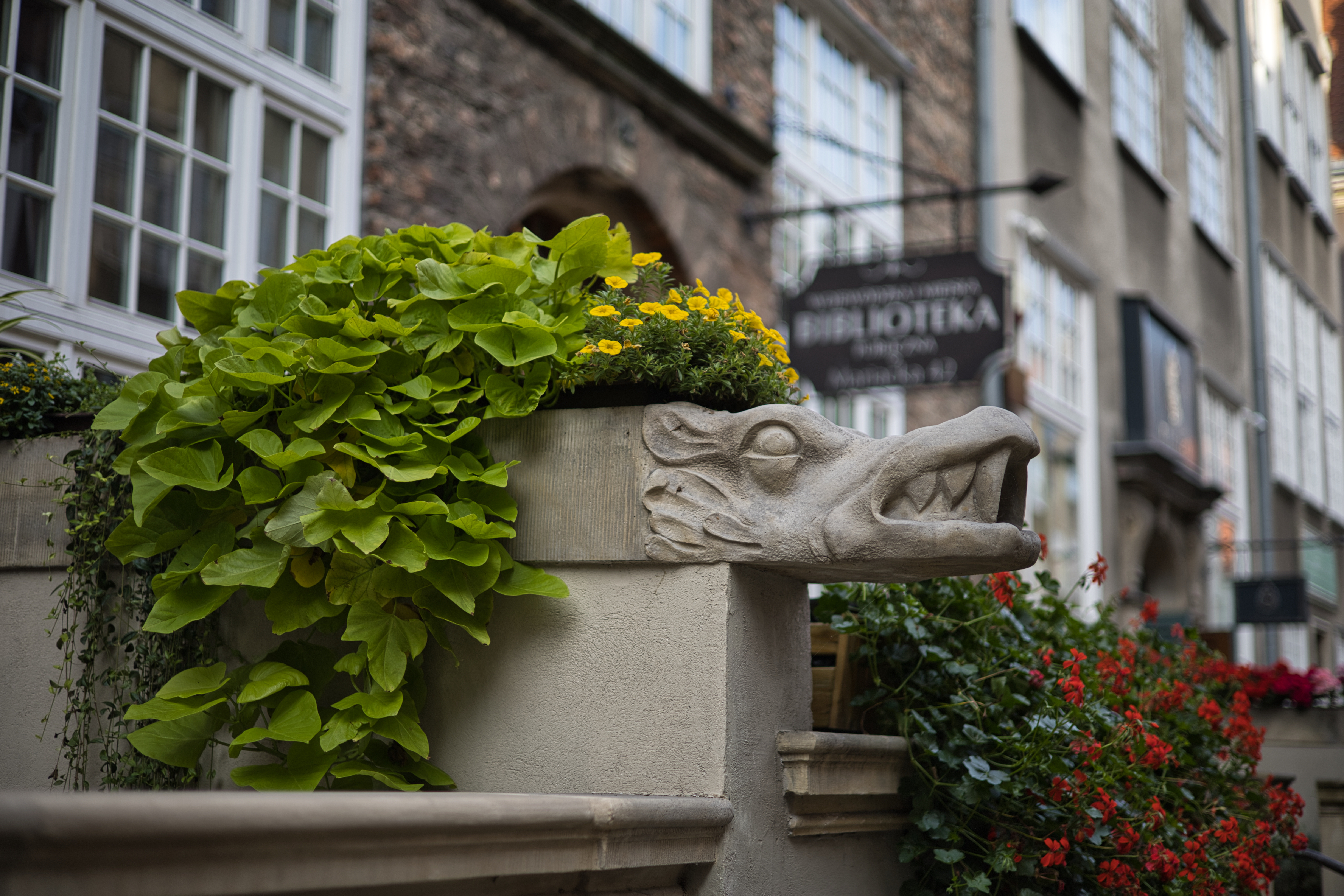
Gargulec na przedprożu, Mariacka 43
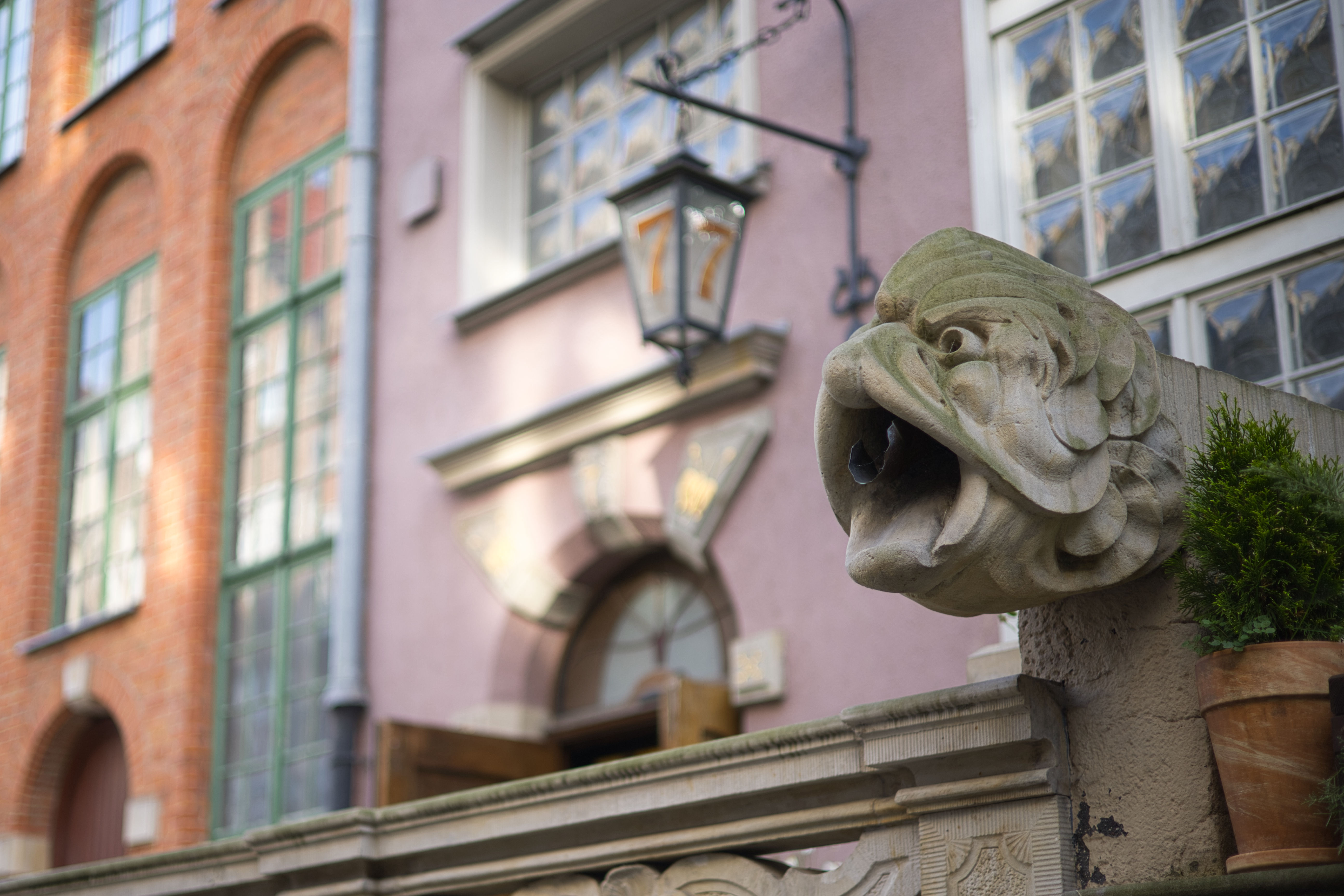
Gargulec "Pomuchle", Mariacka 6
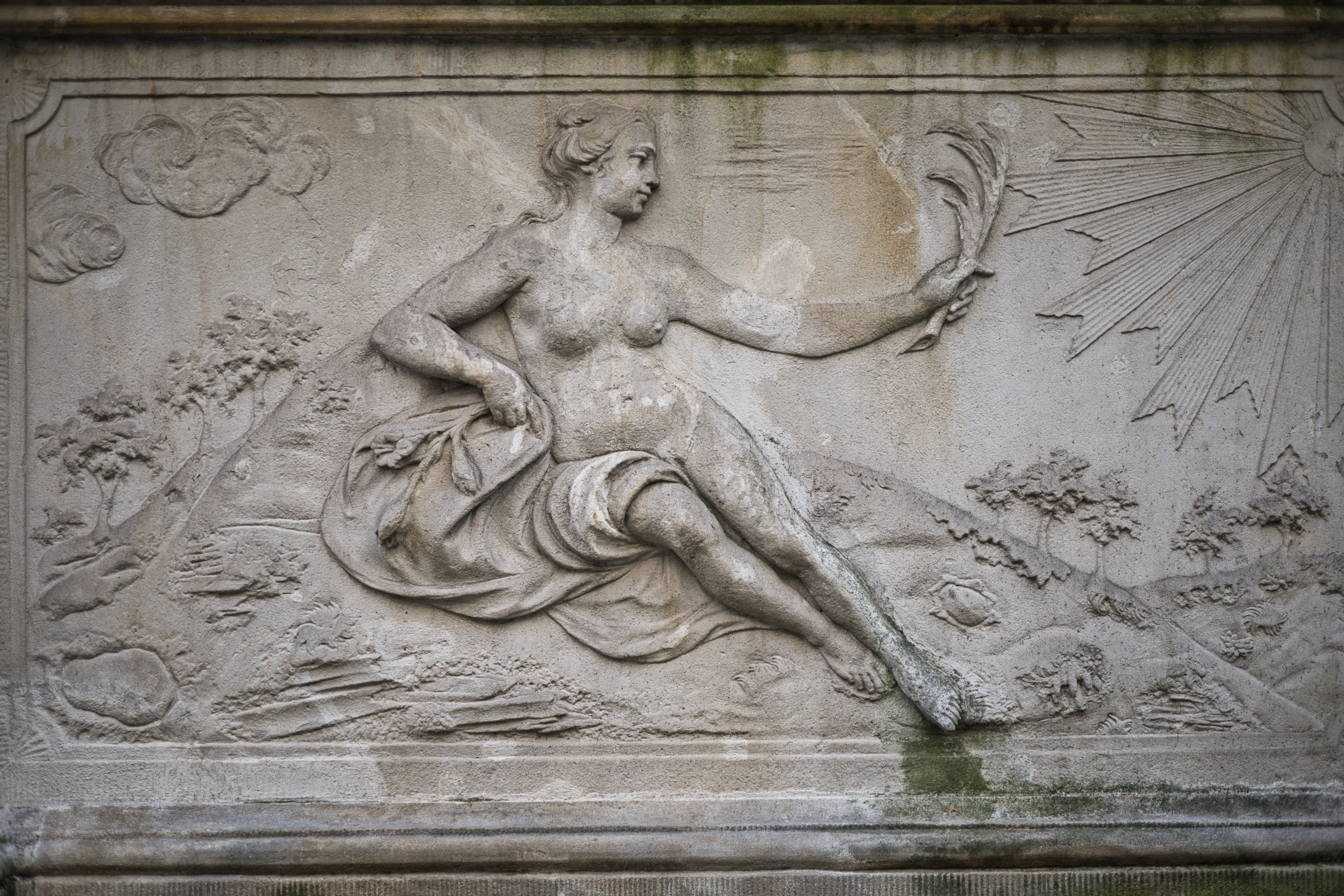
Dekoracja przedproża, Mariacka 6
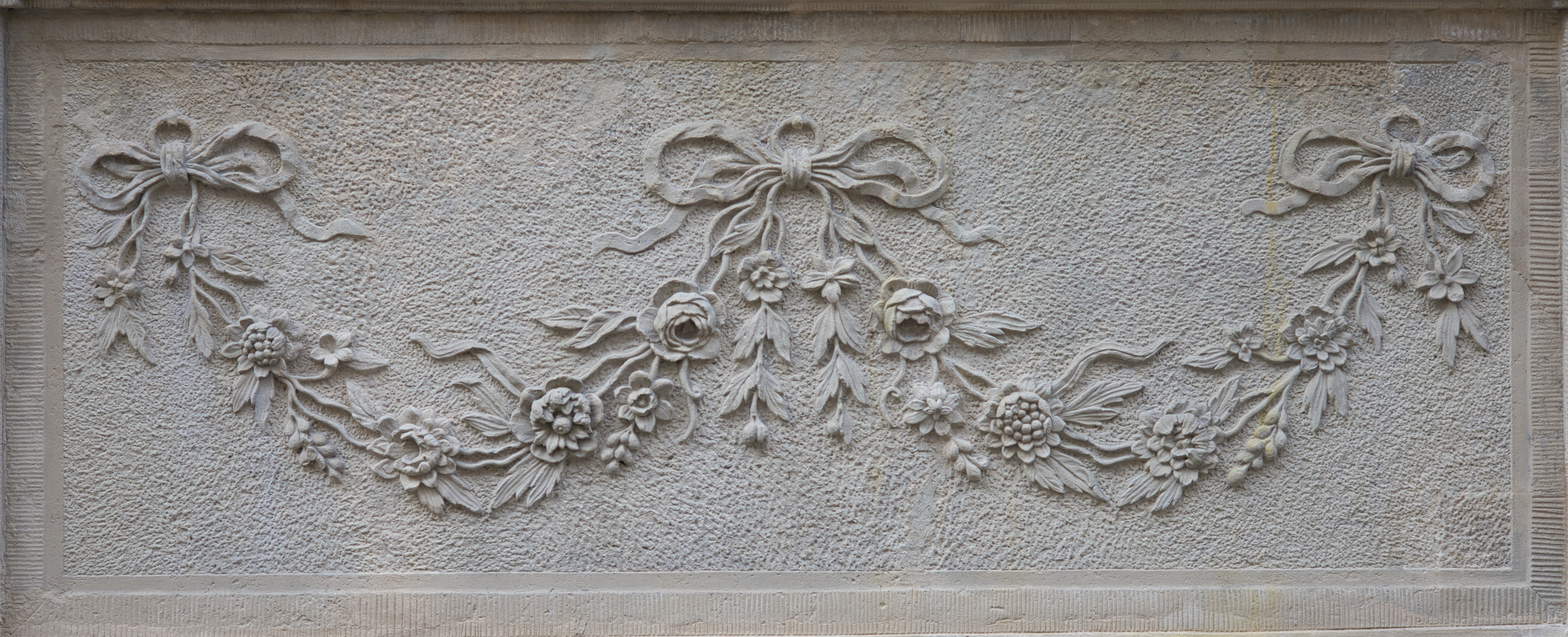
Mariacka 43, dekoracja przedproża